# هیلسدیل، شهرستان وندربورو، ایندیانا
هیلسدیل (به انگلیسی: Hillsdale) یک منطقهٔ مسکونی در ایالات متحده آمریکا است که در شهرستان وندربورگ، ایندیانا واقع شده‌است. هیلسدیل ۱۳۶٫۸۶ متر بالاتر از سطح دریا واقع شده‌است.